# High Heels

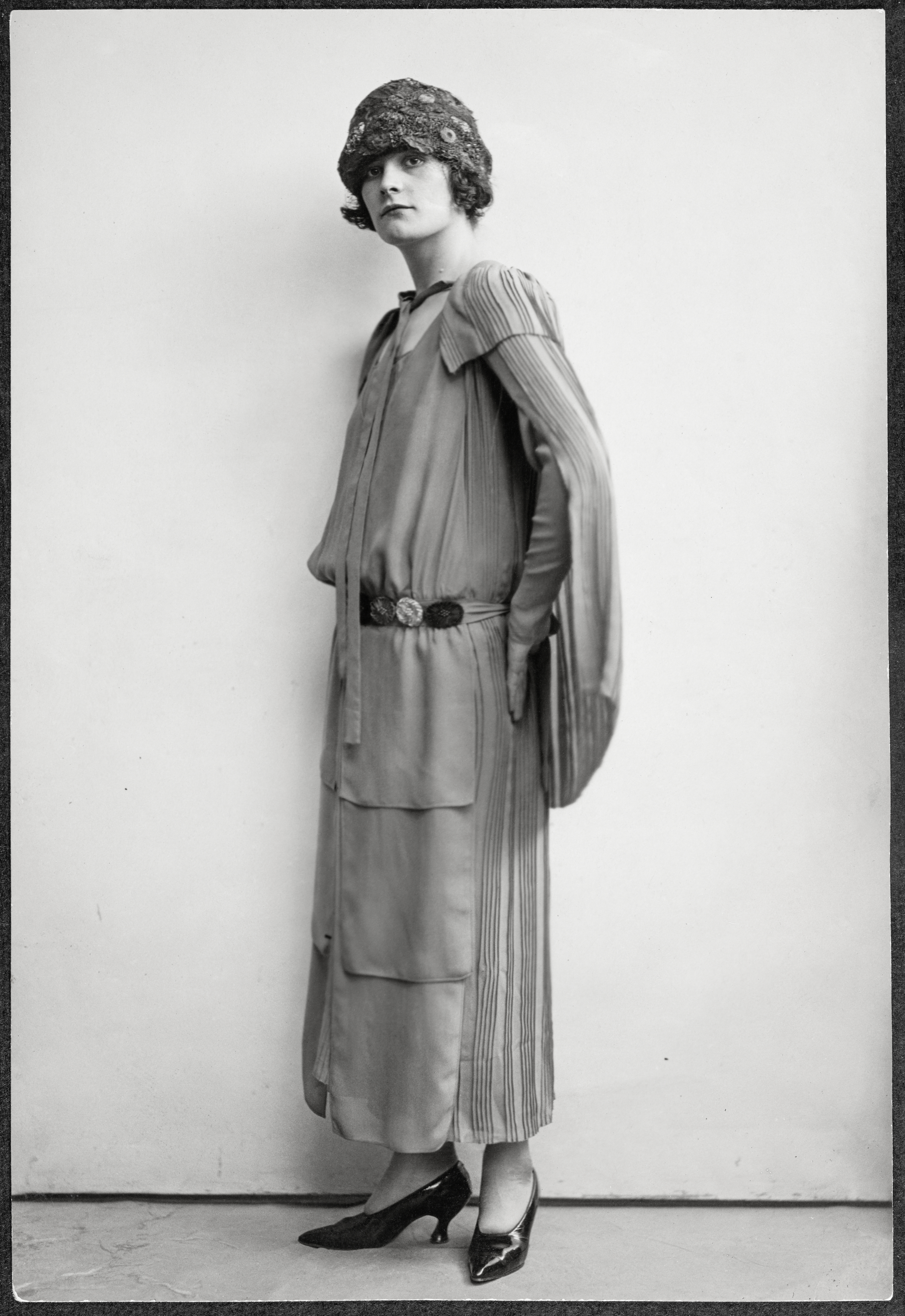
Greta Garbo, 1923

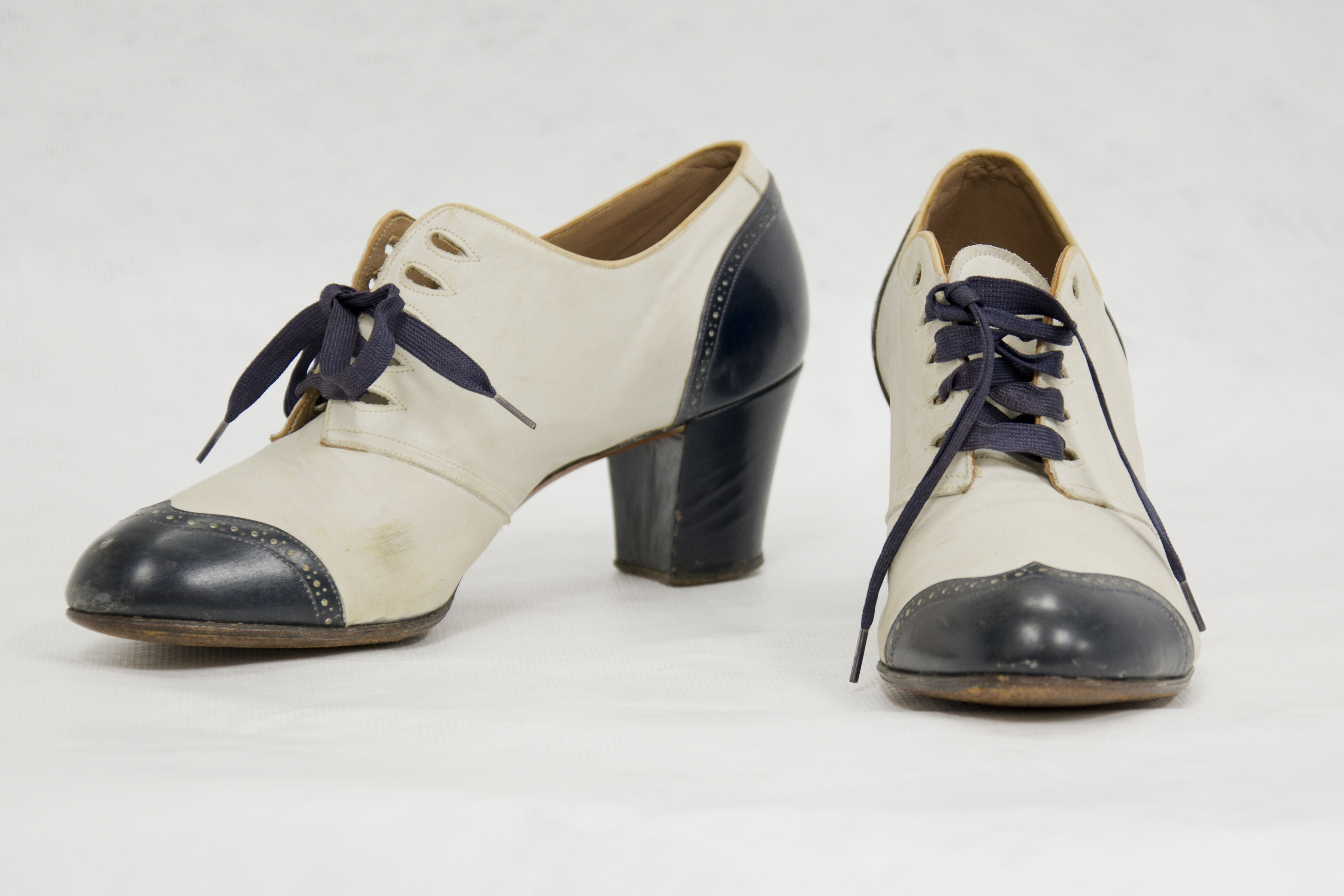
Halbschuh mit moderater Absatzhöhe und breitem Absatz, um 1930

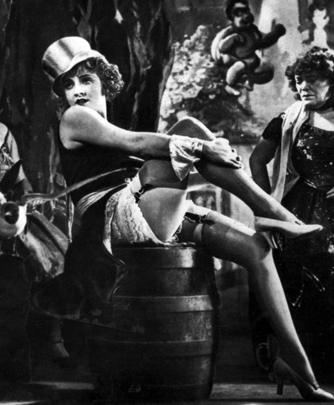
Marlene Dietrich in Der blaue Engel, 1930

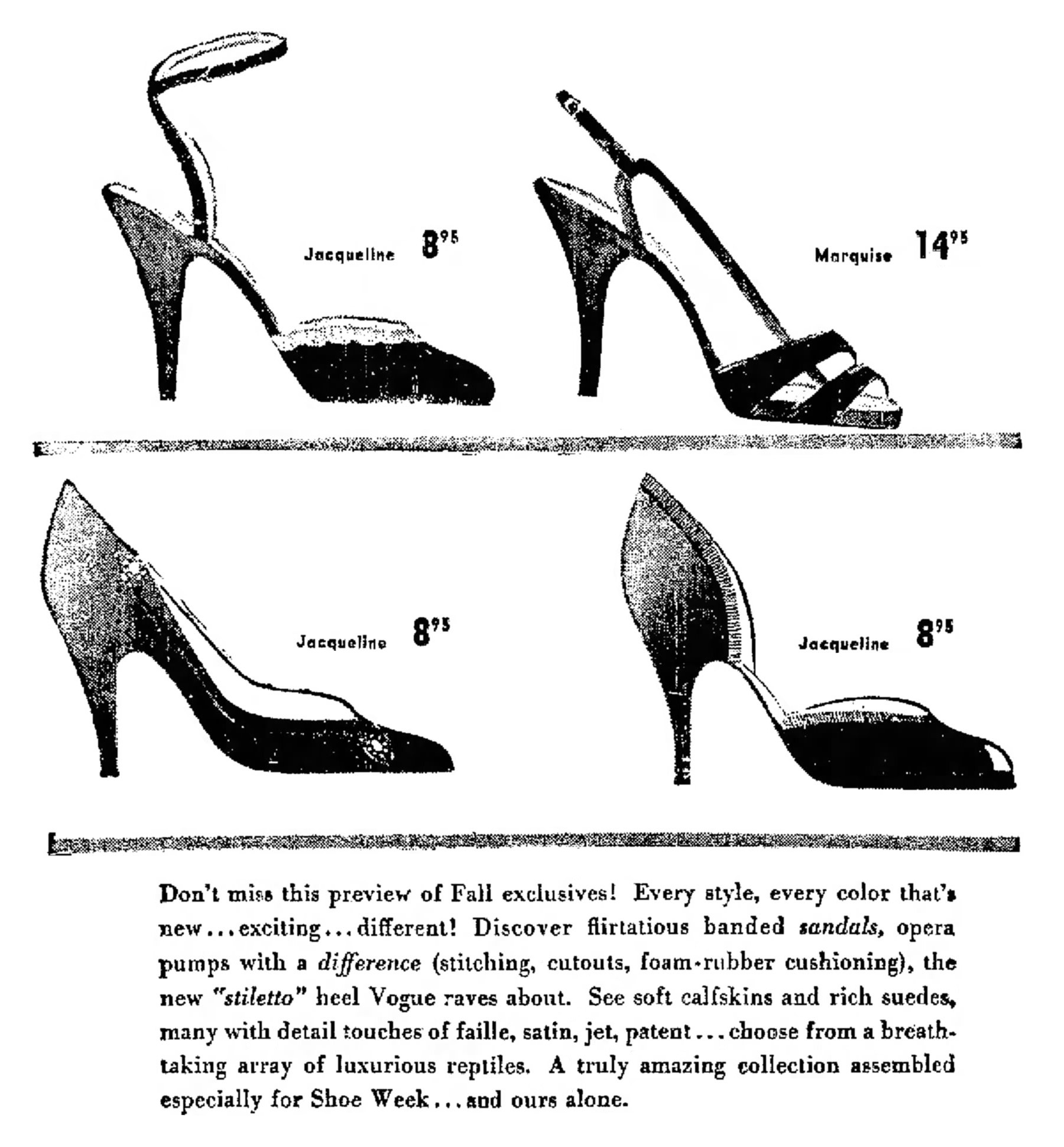
Anzeige für Schuhe mit Bleistift-Absätzen, 1952

Als High Heels (auch Stöckelschuhe oder Absatzschuhe) bezeichnet man Schuhe, die einen hohen Absatz haben.
Die Bezeichnung bezieht sich nur auf die Absatzhöhe und ist unabhängig von anderen Merkmalen, wie Schaftschnitt (Sandalette, Pumps), der Schafthöhe (Halbschuh, Stiefel), dem Material oder der Absatzform (Pfennigabsatz, Blockabsatz).

## Geschichte
Absatzschuhe haben ihren Ursprung in persischen Reiterschuhen. Schuhe mit hohen Absätzen verbreiteten sich in Europa erstmalig in der Epoche des Barocks (siehe Geschichte des Absatzschuhs).
Mit der französischen Revolution verschwanden die bis dahin getragenen Stöckelschuhe und wurden ab 1800 durch absatzlose Ballerina-ähnliche Schuhe verdrängt. Darüber trug man zum Ausgehen geschnürte Überschuhe, die Gamaschen genannt wurden. Ab 1817 kamen zum Ausgehen in der Damenmode knöchelhohe Stiefeletten aus grobem Serge mit kleinen Absätzen und Lederverstärkungen an der Spitze auf und ab 1840 waren Stöckelschuhe mit mittelhohen Absätzen für Damen wieder in Mode. Um 1877 waren Stiefeletten mit Verzierungen und mittelhohen Absätzen für Damen in Mode, während zu Bällen wieder flache Ballerina-ähnliche Schuhe getragen wurden, die am Knöchel mit breiten Bändern gebunden wurden.
In den Goldenen Zwanzigern waren Schuhe mit mittelhohen Absätzen verbreitet. In den 1930ern wurden die Absätze in der Damenmode etwas höher. Um 1947 kamen hohe, schlanke Bleistiftabsätze auf. Diese können nicht mehr aus geschichtetem Leder oder Holz aufgebaut werden, sondern müssen mit einem Stahlstift verstärkt werden. Auch die Verbindung von dem Absatz mit der Sohle muss durch eine Stahleinlage verstärkt werden.
Weite Verbreitung fanden hohe Absätze mit Aufkommen der Plateauschuhe Ende der 1960er Jahre, die den Tragekomfort verbesserten. Plateauschuhe wurden anfangs sowohl von Frauen als auch von Männern getragen, dieser Unisex-Charakter blieb jedoch eine Modeerscheinung der 1970er Jahre. Seither werden hohe Absätze fast ausschließlich von Frauen getragen.

## Begriffsbestimmung und Absatzhöhe
Stöckelschuhe sind allgemein Schuhe mit deutlichem Absatz. Mit dem Fremdwort Highheels können im Deutschen aber auch Schuhe mit einem sehr hohen Absatz gemeint sein.
Die Absatzhöhe kann entweder seitlich in der Mitte des Absatzes gemessen werden, oder am hinteren Ende des Schuhs. Diese Maße sind unterschiedlich. Sie hängt auch von der Schuhgröße ab.
Bei Absatzschuhen ohne Plateausohle entspricht die Absatzhöhe etwa dem Höhenunterschied zwischen Vor- und Rückfuß. Anatomisch bedingt ist die maximale Absatzhöhe durch die Länge des Fußes begrenzt. Bis zu welcher Absatzhöhe ein Gehen noch möglich ist, hängt neben Übung von der individuell erreichbaren Plantarflexion der Sprunggelenke ab, die durchschnittlich 40–50° beträgt. Die meisten Absatzschuhe ohne Plateausohle haben jedoch eine auf 9 cm begrenzte Absatzhöhe. Denn in Schuhen mit noch höheren Absätzen treten infolge der Gewichtsverlagerung unmittelbare Druck- und Schmerzbelastungen auf, sie werden daher in der Regel nicht im Alltag getragen.
Bei High Heels mit Plateausohle ist der Höhenunterschied zwischen Fußballen und Ferse geringer, sodass sich die Schuhe trotz eines hohen Absatzes vergleichsweise bequem tragen lassen. Deshalb sind – abhängig von der jeweiligen Mode – auch Plateauschuhe mit teilweise deutlich mehr als 9 cm Absatzhöhe verbreitet. Es gibt auch Plateauschuhe mit sehr dicken Sohlen ohne Absatz, die nicht zu den Stöckelschuhen zählen.

## Körperliche Auswirkungen

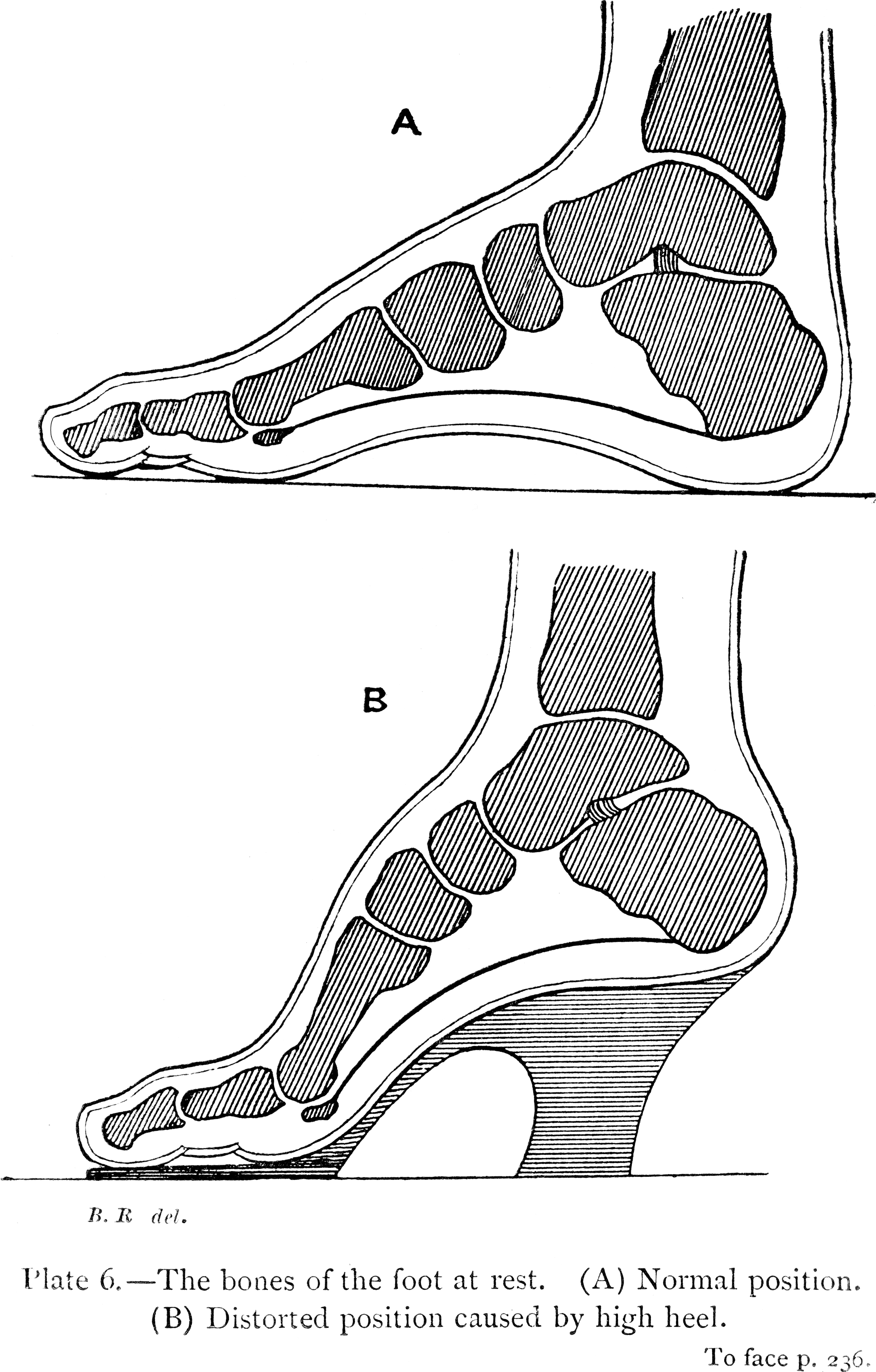
Plantarflexion beim Tragen von hohen Absätzen

Abhängig von der Absatzhöhe tritt eine ausgeprägte Plantarflexion der Sprunggelenke auf. Die Folgen sind eine veränderte Gewichtsverteilung zwischen Vor- und Rückfuß und eine Schwerpunktverlagerung, sodass sich auch die Körperhaltung ändert. Die Person wirkt größer und die Beine länger.
Die Plantarflexion der Sprunggelenke führt bereits bei nur 4 cm hohem Absatz zu einer unnatürlichen Bewegung des Fußes beim Gehen. Durch Übung lässt sich das Gehen in High Heels zwar erlernen, grundsätzlich besteht jedoch eine Überlastung des Vorderfußes. Neben auftretender Schmerzen können als chronische Folgen krankhafte Veränderungen des Fußskeletts, Muskelüberlastungen und -verkürzungen sowie Lendenlordose resultieren. Die Durchblutung der unteren Extremitäten ist verschlechtert und verschiedenen orthopädischen und gefäßbedingten Krankheitsbildern, insbesondere Hallux valgus, wird Vorschub geleistet. Die veränderte Schwerpunktlage des Körpers wird von High-Heel-Trägerinnen auf individuell unterschiedliche Weise kompensiert, weshalb Schmerzen im Nacken-, unteren Rücken- oder im Kniebereich auftreten können.
Weiterhin besteht die Gefahr des Stolperns oder Umknickens (je kleiner die Auftrittsfläche des Absatzes ist, desto höher ist die Verletzungsgefahr). In letzter Zeit ist zumindest in den USA eine deutliche Zunahme von Verletzungen zu beobachten, die durch das Tragen von High Heels verursacht wurden. Am häufigsten sind dabei junge Frauen betroffen.

## Verbreitung

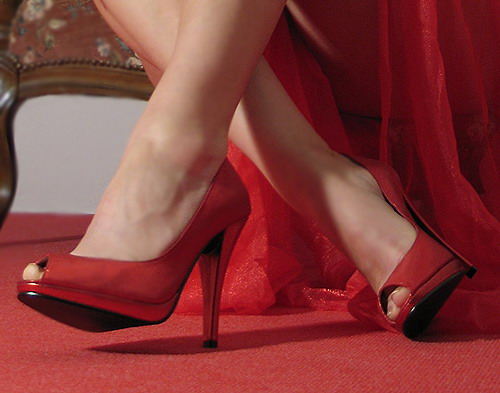
Stöckelschuhe mit sehr hohem Pfennig-Absatz und flacher Plateausohle, 2006

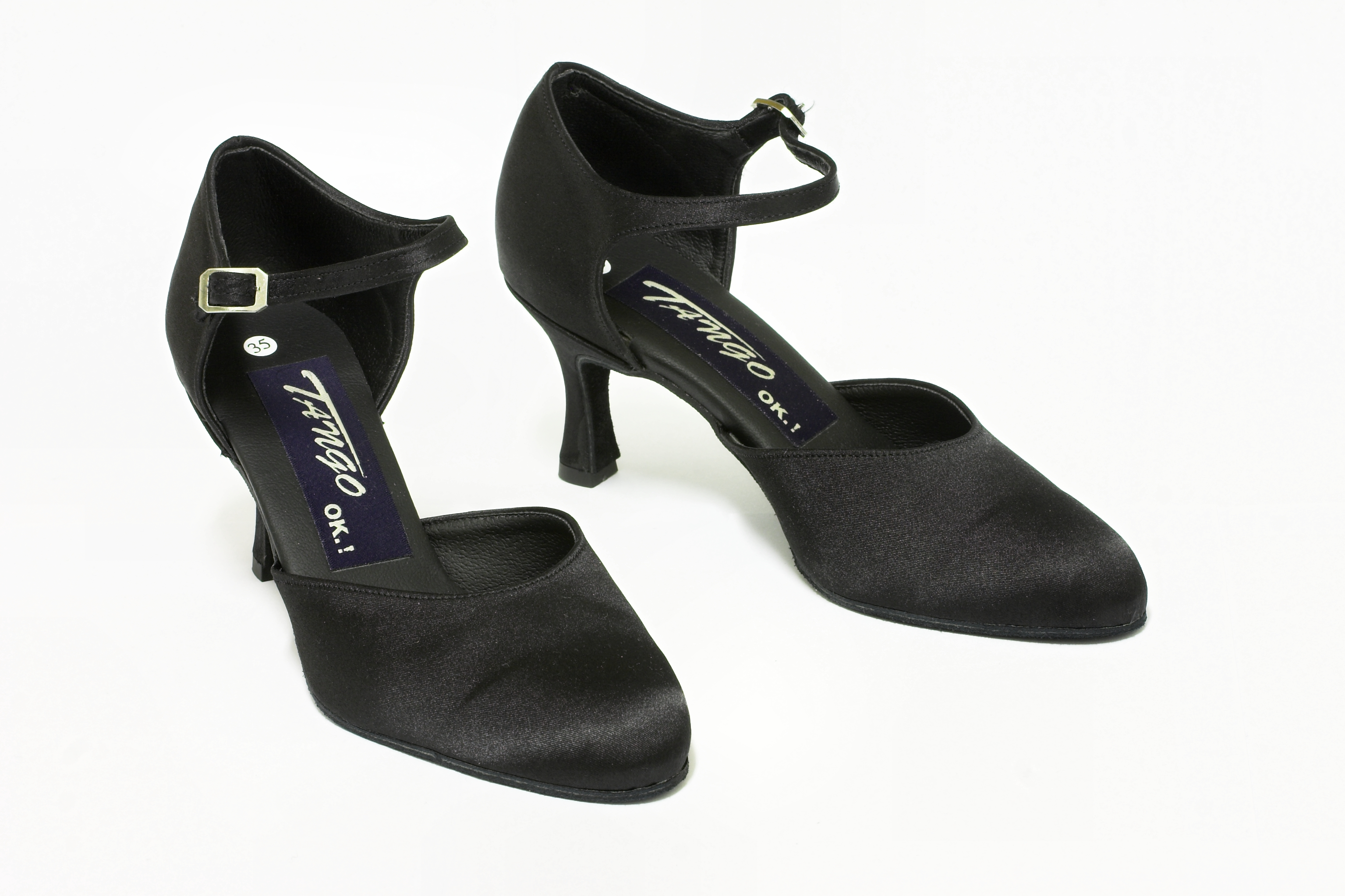
Tango-Schuhe, 2009

Meistens sind High Heels besonderen Anlässen vorbehalten. Sie werden aber auch in Berufsfeldern mit geschäftlichem Dresscode getragen, sowie entsprechend der jeweils aktuellen Modetrends. Bei symbolischen Darstellungen eines eleganten Schuhs handelt es sich häufig um High Heels. In der Modewelt sind High Heels weit verbreitet. Sie sind auch Bestandteil erotischer Darstellungen.
Auch manche Männer tragen High Heels, beispielsweise Jorge González. Entsprechend ist auch die Nachfrage nach großen Größen für Männer gestiegen. Im Alltag werden High Heels jedoch fast ausschließlich von Frauen getragen, dies gilt sogar für Schuhe mit mittelhohen Absätzen. Im Sortiment einschlägiger Schuhhändler gibt es keine Herrenschuhe mit Absätzen von mehr als 4 cm.
Die Verbreitung von High Heels ist regional verschieden, in Osteuropa werden sie von Frauen deutlich häufiger getragen als in anderen Ländern. Das Bild einer schönen Frau ist in Ländern wie diesen untrennbar mit High Heels verbunden. In westlichen Ländern hingegen wird das Tragen von sehr hohen Stöckelschuhen im Alltag oft als unpassend wahrgenommen.
High Heels mit Pfennigabsatz üben einen großen Druck auf ihren Untergrund aus, was zur Folge hat, dass mancher Holzfußboden, etwa Parkett in Opernhäusern, wegen Beschädigungen durch spitze Absätze regelmäßig erneuert werden muss. Zudem verursachen derartige Absätze ein deutliches Geräusch beim Gehen.
Autofahren mit High Heels ist zwar nicht verboten, bei einem Unfall kann das Tragen ungeeigneten Schuhwerks allerdings eine Teilschuld zur Folge haben.

## Feminismus
Wegen der eingeschränkten Beweglichkeit, Gefahren und Schmerzen beim Tragen werden High Heels von vielen Feministinnen abgelehnt. Andere meinen, es komme auf die freie Entscheidung zu diesen Schuhen an. Zudem strahle ein hoher Absatz und die erhöhte Körpergröße Stärke und Selbstbewusstsein aus. Zu dieser Art von Post-Feminismus sagen wiederum andere Quellen, dass er sich nur scheinbar unabhängig gemacht habe. Sie sehen eher „Sneaker statt High Heels“ als eine feministische Errungenschaft.

## Kritik
Obwohl das häufige Tragen von High Heels eine gesundheitliche Belastung darstellt, wird es von Frauen von einigen Arbeitgebern erwartet oder ist sogar vorgeschrieben.
2015 gab es einen Skandal bei den Filmfestspielen in Cannes, wo weibliche Gäste mit flachen Schuhen auf dem roten Teppich abgewiesen wurden.
In Großbritannien wurde 2016 eine Petition für ein Verbot von Vorschriften, welche Frauen zum Tragen von High Heels verpflichten, von über 152.000 Personen unterschrieben. Der darauf folgende Kommissionsbericht von 2017 schlussfolgerte, dass Kleidungsvorschriften, die Frauen verpflichteten, längere Zeit High Heels zu tragen, kurz- und langfristig die Gesundheit und das Wohlergehen von Frauen beeinträchtigten, dass diskriminierende Kleidervorschriften trotz Equality Act weit verbreitet waren, dass Arbeitnehmer und Arbeitgeber für diese Thematik zu sensibilisieren seien und dass Gesetzesübertretungen sanktioniert werden sollten. Im März 2017 wurde die Petition im Parlament diskutiert.
In Japan startete 2019 die KuToo-Kampagne gegen High Heels in der verbindlichen Kleiderordnung. Der Name entstand in Anspielung an die MeToo-Bewegung. Hingegen verteidigte der Arbeits- und Gesundheitsminister High Heels als mitunter notwendige und angemessene Berufsbekleidung für Frauen.

## Literatur

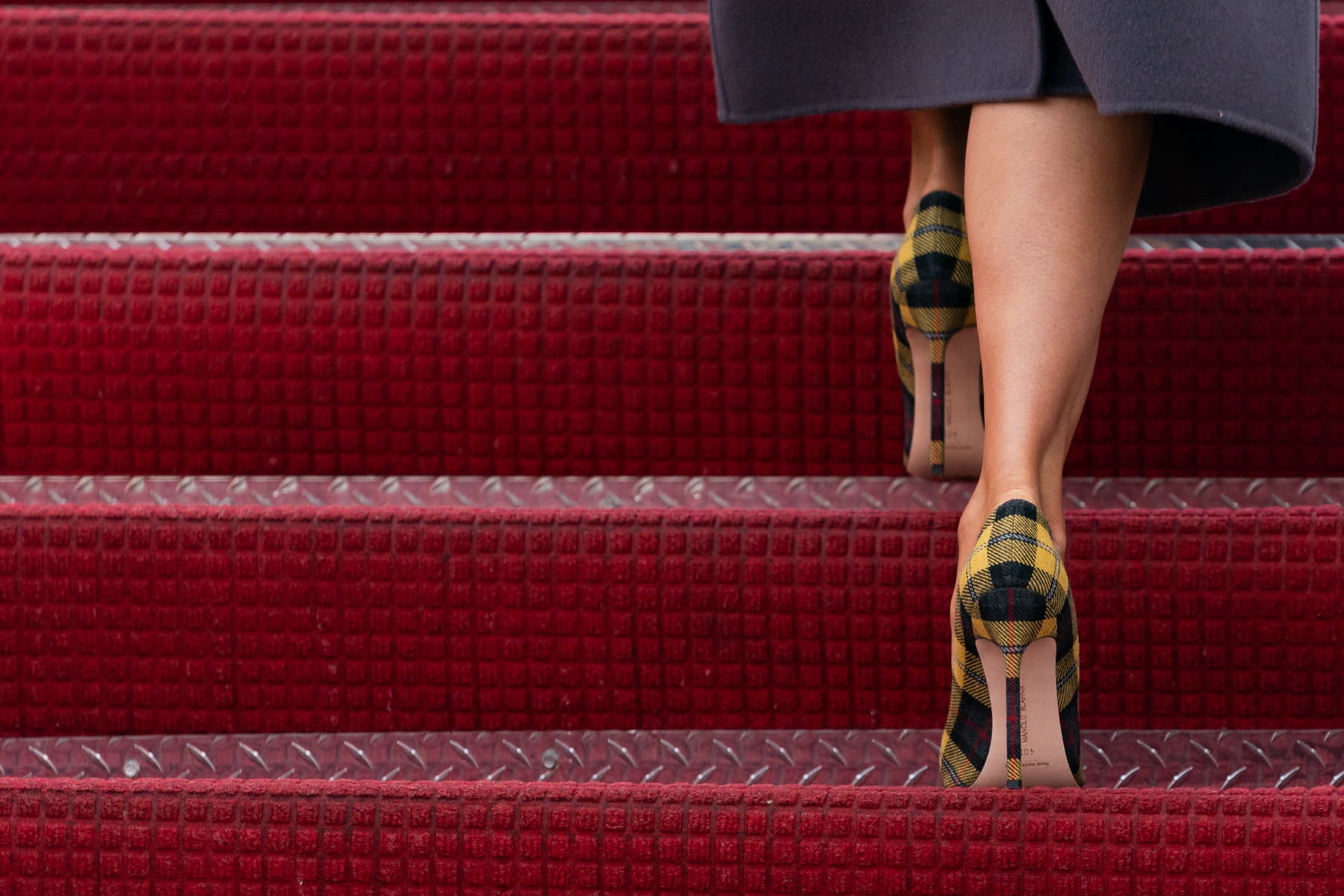
Im Luxussegment zählen die Kreationen des Schuhdesigners Manolo Blahnik zu den bekanntesten High Heels